# Cyanoloxia glaucocaerulea
Cyanoloxia glaucocaerulea е вид птица от семейство Cardinalidae, единствен представител на род Cyanoloxia.

## Разпространение
Видът е разпространен в Аржентина, Бразилия, Парагвай и Уругвай.